# Человек на канате (фильм, 2008)
«Челове́к на кана́те» (англ. Man on Wire) — английский документальный фильм 2008 года режиссёра Джеймса Марша. В 2009 году картина получила премию «Оскар» в номинации «Лучший полнометражный документальный фильм».

## Сюжет
Теглайн: 1974. 1350 feet up. The artistic crime of the century.
Фильм рассказывает о смелом трюке, совершённом в Нью-Йорке 7 августа 1974 года французским канатоходцем Филиппом Пети. Пети прошёл без страховки по канату, натянутому между башнями-близнецами Всемирного торгового центра на высоте 415 метров над землёй, после чего был арестован. Также в фильме показаны редкие любительские кадры подготовки к трюку, фотографии реального события и интервью (нашего времени) с очевидцами. Сюжет фильма основан на книге самого́ Пети «Достать до облаков» (To Reach the Clouds).

## Создание
Продюсер фильма Саймон Чинн познакомился с Филиппом Пети в апреле 2005 года на радиостанции BBC Radio 4 в программе англ. Desert Island Discs. Чинн пытался выкупить у канатоходца права на экранизацию его книги «Достать до облаков», и после нескольких месяцев раздумий Пети согласился, поставив условием, что он будет играть в картине главную, активную роль.
Позднее, на вопрос «Почему в фильме нет ни слова о разрушении этих башен 27 лет спустя?» режиссёр Марш ответил, что «трюк Пети был невероятно красив, и было бы нечестно и неправильно заразить эту историю любым упоминанием или обсуждением того, что позднее эти башни были разрушены».
Роль Филиппа Пети в молодости сыграл Пол Макгилл.

## Критика
- Фильм был принят критиками очень позитивно, в частности на Rotten Tomatoes он получил рейтинг в 100 % (на основе 159 рецензий), за что и получил «Золотой помидор» в категории «Лучший документальный фильм 2008 года»[10].
- Фильм получил разные места в первой десятке «Лучших фильмов 2008 года» от 76 из 286 постоянных уважаемых кинокритиков, в том числе[11]:
  - 1-е место от The Hollywood Reporter
  - 2-е от «New York Post»
  - 3-е от «The Boston Globe»
  - 4-е от «The New York Times»

## Номинации и награды
Помимо «Оскара», полученного в феврале 2009 года, фильм номинировался ещё на 34 награды, и выиграл 26 из них.

## Факты
- В качестве саундтрека к фильму, в основном, использована музыка с альбома англ. The Composer's Cut Series Vol. II: Nyman/Greenaway Revisited Майкла Наймана[12].
- В 2003 году была выпущена детская книга «Человек, который ходил между башнями» Мордикая Герштейна[англ.], описывающая это же событие. В 2005 году по ней был снят короткометражный мультфильм. И книга[13], и мультфильм[14] получили награды.
- Кассовые сборы фильма составили почти пять миллионов долларов[15].
- В российский прокат фильм не выходил, поэтому также возможен перевод названия «Канатоходец»[15].

## Премьерный показ в разных странах
- США — 22 января 2008 на кинофестивале «Сандэнс» 2008 года[англ.] (в апреле, июне и июле — на других кинофестивалях, в том числе и международных); широкий экран (только в Нью-Йорке) — 25 июля 2008
- Германия — 8 февраля 2008 («Европейский кино-рынок»); широкий экран — 22 января 2009
- Чехия — 6 июля 2008 (кинофестиваль в Карловых Варах)
- Великобритания — 1 августа 2008
- Италия — 24 сентября 2008 (кинофестиваль в Риме); 21 сентября 2009 — показ по телевидению
- Бразилия — 26 сентября 2008 (на Международном кинофестивале в Рио-де-Жанейро); широкий экран — 9 апреля 2009 (только в Сан-Паулу)
- Канада — 30 сентября 2008 (Международный кинофестиваль в Эдмонтоне)
- Бельгия — 16 октября 2008 (Международный кинофестиваль в Генте)
- Австрия — 21 октября 2008 (Международный кинофестиваль в Вене)
- Норвегия — 21 октября 2008 (Международный кинофестиваль в Бергене), 24 ноября 2008 (Международный кинофестиваль в Осло); широкий экран — 20 февраля 2009
- Дания — 13 ноября 2008 (фестиваль CPHDOX)
- Франция — 4 декабря 2008 (DVD)
- Новая Зеландия — 29 января 2009
- Тайвань — 6 февраля 2009
- Португалия — 5 марта 2009
- Турция — 13 марта 2009
- Польша — 27 марта 2009
- Венгрия — 28 марта 2009 (Международный кинофестиваль Titanic Filmpresence)
- Исландия — 17 апреля 2009 (кинофестиваль «Зелёный свет»)
- Испания — 17 апреля 2009
- Сингапур — 4 июня 2009
- Япония — 13 июня 2009
- Швеция — 22 января 2010
- Южная Корея — 4 февраля 2010
- Греция — 25 марта 2010
- Финляндия — 7 апреля 2010 (показ по телевидению)
- Мексика — 30 апреля 2010
- Россия — 19 февраля 2011 (показ по телевидению — канал «Россия: Культура»)